# Mathilde Raven
Mathilde Raven (* 16. Februar 1817 als Mathilde Beckmann in Meppen; † November 1902 in Dresden) war eine deutsche Schriftstellerin.

## Leben
Geboren als Tochter eines hannoverschen Beamten in Meppen, verbrachte sie dort ihre erste Schulzeit. Nach einer Ausbildung in Münster zog sie zu ihren Eltern nach Osnabrück. 1849 heiratete sie den Juristen Karl Raven, mit dem sie zuvor schon sechs Jahre verlobt war. 1853 folgte Mathilde Raven ihrem Mann nach Celle, der dort als Rechtsanwalt tätig war. 1870, nach dem Tod ihres Mannes, zog sie nach Leer. Sie wohnte später in Berlin, Bremen und schließlich in Dresden.
Mathilde Raven schrieb Unterhaltungsromane für ein bildungsbürgerliches Publikum. Sie verarbeitete sowohl zeitgenössische als auch historische Stoffe. In ihren zeitgenössischen Romanen (wie Glänzende Aussichten) trat sie für bürgerliche Tugenden und Bildungsideale ein, die sie adeligen Werthaltungen gegenüberstellte. Einige ihrer historischen Romane thematisieren Figuren der (friesischen) Regionalgeschichte wie die Quade Foelke oder Elisabeth von Ungnad (eine Hofdame Julianes von Hessen-Darmstadt). In den 1860er Jahren verteidigte sie in Flugschriften die bismarckfreundliche Politik Rudolf von Bennigsens und des Deutschen Nationalvereins. Den literarischen Nachlass Mathilde Ravens verwaltet das Westfälische Literaturarchiv in Hagen.

## Werke
Romane und Novellen
- Eine Familie aus der ersten Gesellschaft, Roman, Buddeus, Düsseldorf 1848.
- Welt und Wahrheit, Roman, 4 Bände, Kaulen, Düsseldorf 1851. (Digitalisat Band 2), (Band 3), (Band 4)
- Eversburg, Roman, 3 Bände, Rümpler, Hannover 1855. (Digitalisat Band 1), (Band 2), (Band 3)
- Hermine. Der Briefträger, Zwei Erzählungen, Rümpler, Hannover 1856. (Digitalisat)
- Galileo Galilei. Ein geschichtlicher Roman , 2 Bände, Brockhaus, Leipzig 1860. (Digitalisat Theil 1), (Theil 2)
- Eine Rolle Gold, Erzählungen, Brockhaus, Leipzig 1864. (Digitalisat)
- Glänzende Aussichten, Roman, 3 Bände, Rümpler, Hannover 1872. (Digitalisat Band 1), (Band 2), (Band 3)
- Elisabeth von Ungnad. Historischer Roman, 3 Bände, Janke, Berlin 1875. (Digitalisat Band 1), (Band 2), (Band 3)  (Überarb. Neuaufl. Lohse-Eissing, Wilhelmshaven 1992, ISBN 3-92060-223-4)
- Ein Adjutant Bonapartes. Historischer Roman, 3 Bände, Janke, Berlin 1876. (Digitalisat Band 1), (Band 2), (Band 3)
- Die böse Fölke, Deutsche Romanzeitung 16, Bd. 4, Nr. 37–48, Janke, Berlin 1879
- Die quade Foelke. Historischer Roman, Haynel, Emden 1887.
- Die Schiffer von Timmel. Eine Erzählung aus der Franzosenzeit, (postum) Dunkmann, Aurich 1938

Lyrik, Märchen und Theaterstücke
- Herz und Krone, oder Wilhelm von Lecce. Trauerspiel in 5 Akten, Osnabrück 1845
- Schwanwitt. Ein Märchen in 15 Gesängen, Kaulen, Düsseldorf 1852. (Digitalisat der 2. Aufl. 1853)
- Aus vergangener Zeit, Gedichte, Celle 1863
- Der erste April. Scherz in 1 Act, Bartholomäus, Erfurt 1870
- Der Zauberspiegel. Dramatischer Scherz in 1 Act, Bartholomäus, Erfurt 1871

Politische Schriften
- Herr von Bennigsen und der Nationalverein, Flugschrift, Streit, Coburg 1860. (Digitalisat der 2. Aufl. 1864)
- Die Deutsche Frage und die servile Presse, Flugschrift, Streit, Coburg 1861. (Digitalisat)
- Das Lied vom norddeutschen Reichstag. (frei nach Schiller.), Jena 1867
- Über den Schriftstellerberuf der Frauen in: Frauen-Anwalt Nr. 12 Jg. 1872, S. 343–345

## Lexika
- Raven, Mathilde. In: Sophie Pataky (Hrsg.): Lexikon deutscher Frauen der Feder. Band 2. Verlag Carl Pataky, Berlin 1898, S. 169 f. (literature.at).
- Franz Brümmer: Lexikon der deutschen Dichter und Prosaisten vom Beginn des 19. Jahrhunderts bis zur Gegenwart, 6. Auflage, 5. Band,  Reclam, Leipzig o. J. (um 1911)
- Elisabeth Friedrich: Die deutschsprachigen Schriftstellerinnen des 18. und 19. Jahrhunderts – Ein Lexikon, Metzler, Stuttgart 1981, ISBN 3-476-00456-2
- Gisela Brinker-Gabler, Karola Ludwig, Angela Wöffen: Lexikon deutschsprachiger Schriftstellerinnen 1800–1945, dtv, München 1986, ISBN 3-423-03282-0
- Norbert Weiss, Jens Wonneberger: Dichter, Denker, Literaten aus sechs Jahrhunderten in Dresden, Die Scheune, Dresden 1997, ISBN 3-931684-10-5